# Микульский, Аполлинарий
Аполлинарий Микульский (Apolinary Mikulski, Apolinaras Mikulskis) — архитектор Литвы конца XIX века — начала XX века.

## Биография
Окончил Строительное училище в Санкт-Петербурге (позднее Институт гражданских инженеров). В 1875—1911 годах работал в Вильно.

## Проекты
Спроектировал около 70 частных домов пышных форм историзма, а также романтических вилл в Вильнюсе, в проектах которых сочетал элементы усадебного дома, итальянской виллы, декор с резьбой по дереву:
- здание ресторана «Китай» на нынешней улице Т. Косцюшкос (T. Kosciuškos gatvė 32, 1880)
- дом по улице Тилто (Tilto gatvė 23, 1881)
- частный дом на улице Серакауско (Sierakausko gatvė 21, 1891) [1].

По проектам архитектора построены доходные дома
- на улице Серакауско (Sierakausko gatvė 17, 1891)
- на Йогайлос (Jogailos gatvė 9 и 11, 1891)
- дом Игнатия Парчевского на Жигиманту (Žygimantų gatvė 9, 1895)
- на Георгиевском проспекте (ныне Gedimino prospektas 19 и 21 (1897)
- на Погулянке (ныне Basanavičiaus gatvė 20 и 22 (1899)
- на Альгирдо (Algirdo gatvė 2, 1899)
- на Й. Ясинскё (J. Jasinskio gatvė 4-12, 1896; перестроен).

По его проекту был построен павильон сельскохозяйственных машин на углу нынешних улиц Гедимино и Якшто в стилистике модерна (1909); здание не сохранилось.
Помимо проектов, реализованных в Вильно, спроектировал также неоготические костёлы Благовещения Пресвятой Девы Марии и Святого Бенедикта в Старом Тракае (1898) и в Шяшуолеляй (Ширвинтский район, 1901). Предполагается, что по проекту Микульского построен и неоготический костёл в деревне Нача Гродненской области.

## Черты стиля
Дома по ранним проектам Микульского обычно двухэтажные, с неоштукатуренными стенами, с элементами неоготики. Более поздние здания (доходные дома) в 3—4 этажа, с особенно пышными фасадами и сочетанием мотивов классицизма, Ренессанса, ампира и других стилей.